# Alexander Arguelles
Alexander Arguelles, né le 30 avril 1964, est un chercheur américain des langues étrangères. Il est connu non seulement pour ses accomplissements en tant que polyglotte, mais aussi pour les conseils sur l'étude autodidactique des langues qu'il fournit à la communauté des apprenants de langues sur les forums Internet,.

## Biographie
Arguelles détient un baccalauréat (1986) de l'Université Columbia et un doctorat (1994) de l'Université de Chicago, où il a travaillé avec Ioan P. Culianu et Wendy Doniger. Il a été chercheur post-doctoral à l'Université libre de Berlin et au Handong Global University en Corée du Sud, à l'American University of Science and Technology à Beyrouth et au New College of California à San Francisco,. Il travaille présentement à Singapour en tant que spécialiste des langues dans la formation, la division de la recherche, l'évaluation et de la consultation du département de linguistique appliquée du Regional Language Centre of the Southeast Asian Ministers of Education Organization (SEAMEO-RELC).

## Publications
- North Korean Reader  (206 pages, Dunwoody Press 2010)  (ISBN 978-1-931546-76-8)
- Korean Newspaper Reader (293 pages, Dunwoody Press, 2007)  (ISBN 978-1-931546-37-9)
- English French Spanish German Dictionary (735 pages, Librairie du Liban, 2006)  (ISBN 9953-86-056-4)
- A Handbook of Korean Verbal Conjugation (coauteur : Jongrok Kim, 311 pages, Dunwoody Press, 2004)  (ISBN 1-931546-03-7)
- A Historical Literary and Cultural Approach to the Korean Language (coauteur : Jongrok Kim, 318 pages, Hollym, 2000)  (ISBN 1-56591-151-2)
- 프랑스어 동사변화안내 La Conjugaison des Verbes (345 pages, 신아사, 1999)  (ISBN 89-8396-066-3)
- Viking Dreams: Mythological and Religious Dream Symbolism in the Old Norse Sagas (460 pages, University of Chicago Doctoral Dissertation, 1994. UMI Dissertation Services Order Number: 9425353 www.umi.com)